# Střihov
Střihov je vesnice v okrese Nymburk, je součástí obce Sloveč. Nachází se asi 3,4 km na východ od Slovče. Na jihu vesnice prochází silnice II/324. Nad vesnicí leží Střihovský rybník a prochází ji Střihovský potok. Je zde evidováno 93 adres.

## Historie
První písemná zmínka o vesnici pochází z roku 1654.